# Grès de Pierrefonds
En 1903, le comte Charles Henri Olivier Hallez d'Arros fonde, à Pierrefonds dans l'Oise, une manufacture de céramique. Il est rejoint, en 1912, par le céramiste Emile Bouillon qui va donner à la jeune manufacture un nouvel essor.
Sous la marque "La faience Héraldique", il produit de nombreuses pièces de ces grès de Pierrefonds à coulures d'émaux bleus qui sont surtout connus pour leurs spectaculaires cristallisations. S'éloignant des pièces des débuts, d'inspiration médiévale, il va développer des créations typiques de l'Art nouveau.
Après un apogée durant l'entre-deux guerres, la production déclinera pour cesser définitivement en 1986.
|  |  |  |

Les grès de Pierrefonds portent sous la base en creux la première marque de la manufacture représentant une tête de chevalier casqué entre les lettres F et H qui reprennent les initiales de sa raison sociale "La Faïence Héraldique". 

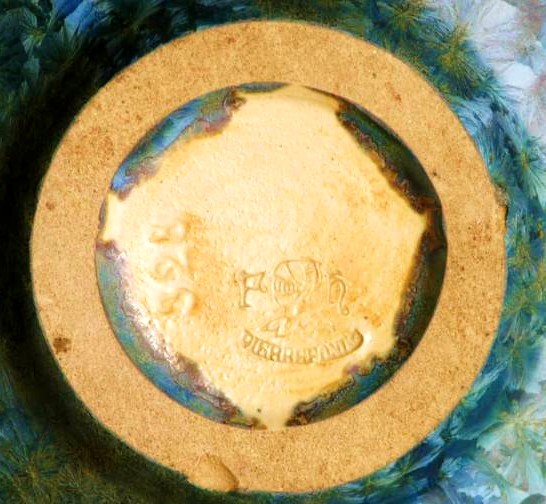
Signature "au casque".

## Historique
Le 15 juillet 1903 le comte Olivier Hallez d’Arros loue une maison au 10 et 12 rue Notre Dame à Pierrefonds, y installe un atelier de peintre décorateur, son bureau et un four.

Sous la marque Olivier de Sorra, il crée à Pierrefonds, le 1er octobre 1903, un établissement de production, de décoration et de vente de Faïencerie Héraldique. Parmi ses associés et principaux actionnaires figure Adolphe Clément, plus connu sous le nom de Clément Bayard. Le succès escompté n’est pas au rendez-vous et il est décidé, vu l’état alarmant de la situation financière, de transformer la société en société anonyme. Elle devient la S.A. Faïencerie Héraldique de Pierrefonds le 30 janvier 1904 et s'installe dans des locaux appartenant à Clément, au 3 rue Notre Dame.

Le comte Hallez d’Arros ne fait plus alors partie de la société. Clément, de par l’importance de ses avances, est devenu en 1910 propriétaire de la société.
En septembre 1912 Emile Bouillon, céramiste, modeleur statuaire, ancien chef de façonnage à la faïencerie de Pexonne; Victor Dammann, peintre en fleurs; Michel Richard, peintre céramiste de fleurs et de paysages romantiques; Joseph Gardon, peintre céramiste arrivent à Pierrefonds de leur Lorraine natale sur la demande de Clément. Adolphe Clément Bayard meurt en 1928, son fils continue son action. En 1937, les immeubles sont mis en vente, Emile Bouillon et ses 5 enfants rachètent la Faïencerie et fondent la société Bouillon père et fils. Mot d’ordre, faire du beau !

Emile Bouillon décède le 22 janvier 1945. Ses 2 fils, au retour de leur captivité en Allemagne, reprennent l’activité en commençant par la reconstruction de l’usine meurtrie. La situation est prospère du fait du travail effectué, Albert Bouillon s’occupe de la partie administrative, son frère René Bouillon est chargé de la fabrication. Après de très bonnes années, les affaires s’enlisent avec l’arrivée du plastique, bien moins coûteux, le départ à la retraite d’excellents voyageurs et la concurrence d’articles moins solides et meilleur marché réalisés à des températures plus basses de 300 à 400°.
René Bouillon quitte la Faïencerie fin février 1952, il y retournera pour aider son frère Albert malade qui décèdera le 19 mars 1963. Sa veuve maintiendra l’usine jusqu’à la cession en 1971 à M. Vannereau qui la gardera 15 ans. Jean Yves Bouillon fils de René Bouillon